# Johanna Limme & Martin Palmqvist

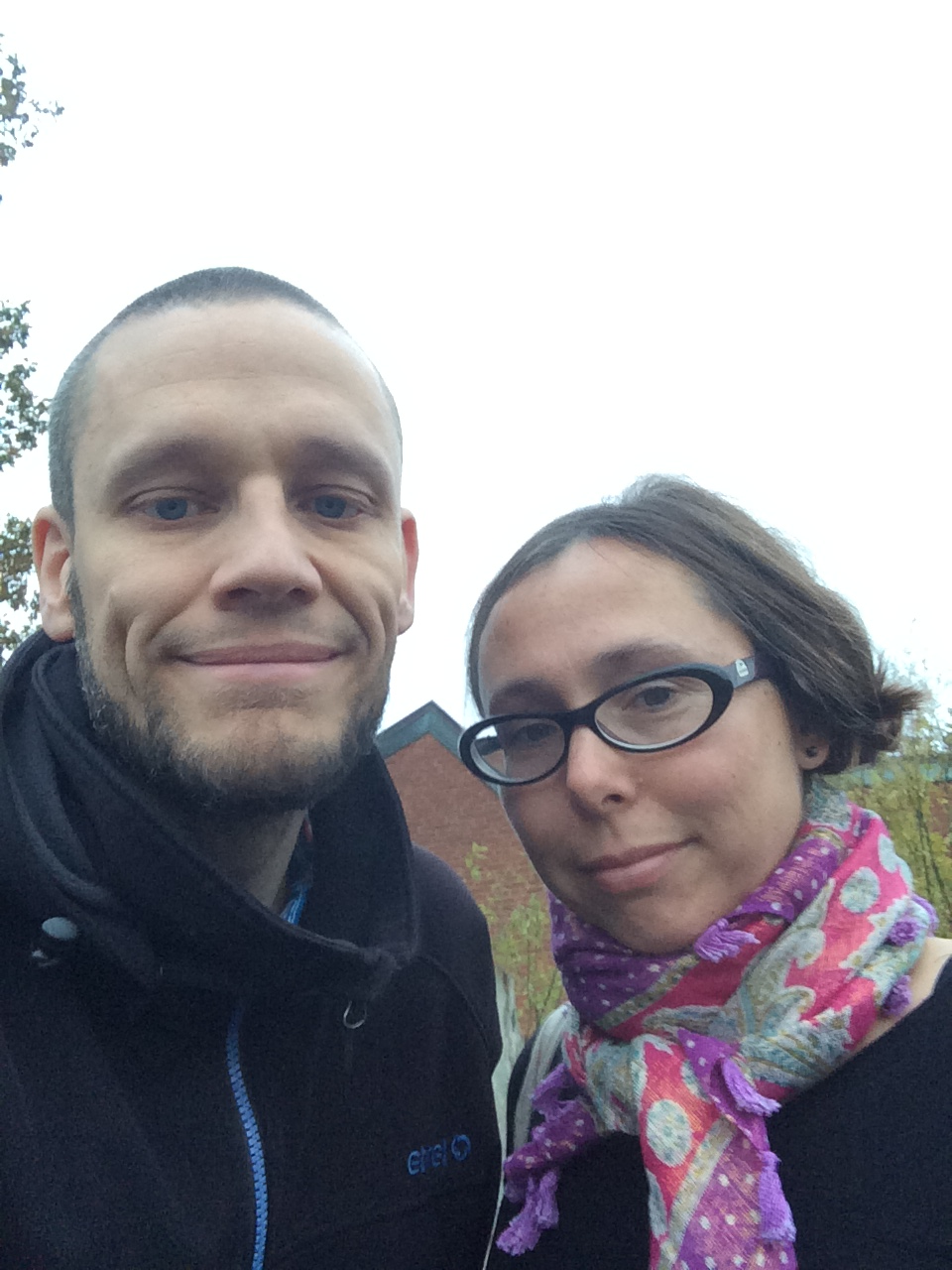
Martin Palmqvist och Johanna Limme inför bokmässan i Göteborg 2015.

Johanna Limme & Martin Palmqvist är ett svenskt författarpar som tillsammans har författat sex romaner. Deras fyra senaste böcker är historiska deckare som utspelar sig i ett småborgerligt Karlshamn strax före förra sekelskiftet. Huvudpersonen och deckarhjälten är kyrkoherden Simon Eldfeldt. Serien är också översatt till tyska.
Författarparet består av Johanna Limme (född 1976) och Martin Palmqvist (född 1975). De träffades under studier i Lund och blev först ett par på det personliga planet. Deras första gemensamma bok Männen en trappa upp skrev de på en semesterresa till Kreta under sommaren år 2000. Numera arbetar båda som gymnasielärare i Ystad. Martin Palmqvist skriver också lättlästa böcker på egen hand.

### Torgny Palm-serien (nutidsdeckare)
- Männen en trappa upp, Mälaröbörsens förlag (2004), ISBN 91-89090-91-8
- Tandläkarnas afton, Mälaröbörsens förlag (2006), ISBN 91-89090-98-5

### Simon Eldfeldt-serien
- Böljelek (2010) Kabusa böcker, ISBN 978-91-7355-146-5
- Strömkarlen (2011) Kabusa böcker, ISBN 978-91-7355-182-3
- Körkarlen (2014) Kabusa böcker, ISBN 9789173553636
- Amerikakistan (2016) Massolit förlag, ISBN 9789176790564